# Vendeurs d'Enclumes
Vendeurs d'Enclumes est un groupe de musique français de chanson jazz originaire d'Orléans, dans le Loiret.

## Biographie
Vendeurs d'Enclumes est formé à Orléans, Loiret, en 2000, autour de l'auteur-compositeur-interprète Valérian Renault. En 2004, ils sortent leur premier album, Le Poids de l'enclume. En 2009, Vendeurs d'Enclumes sort l'album Bonheur d'occasion. En 2011, le groupe fête ses « 10 ans de scène » avec un concert le 13 mai 2011 au Divan du Monde à Paris et une tournée en France. 
Le groupe s'interrompt pendant neuf ans, permettant notamment à Valérian Renault de sortir un album solo en 2015. En 2022, le groupe se reforme pour un nouveau spectacle. 

## Style musical
Le style musical, qualifié par le groupe de « chanson maximaliste », mêle chanson française, jazz et rock.

## Distinctions
- Prix Georges-Moustaki 2012[5]

## Membres
- Valerian Renault : chant, guitare
- Raphaël Gautier : guitare électrique
- Nicolas Le Moullec : basse, contrebasse, chant
- David Sevestre : saxophones
- Simon Couratier : saxophone, flûte traversière
- Matthieu Hénault : batterie

### Anciens membres
- Vincent Lenormant : guitares, accordéon, programmation
- Cyrille Boudesocques : saxophone

## Galerie photographique

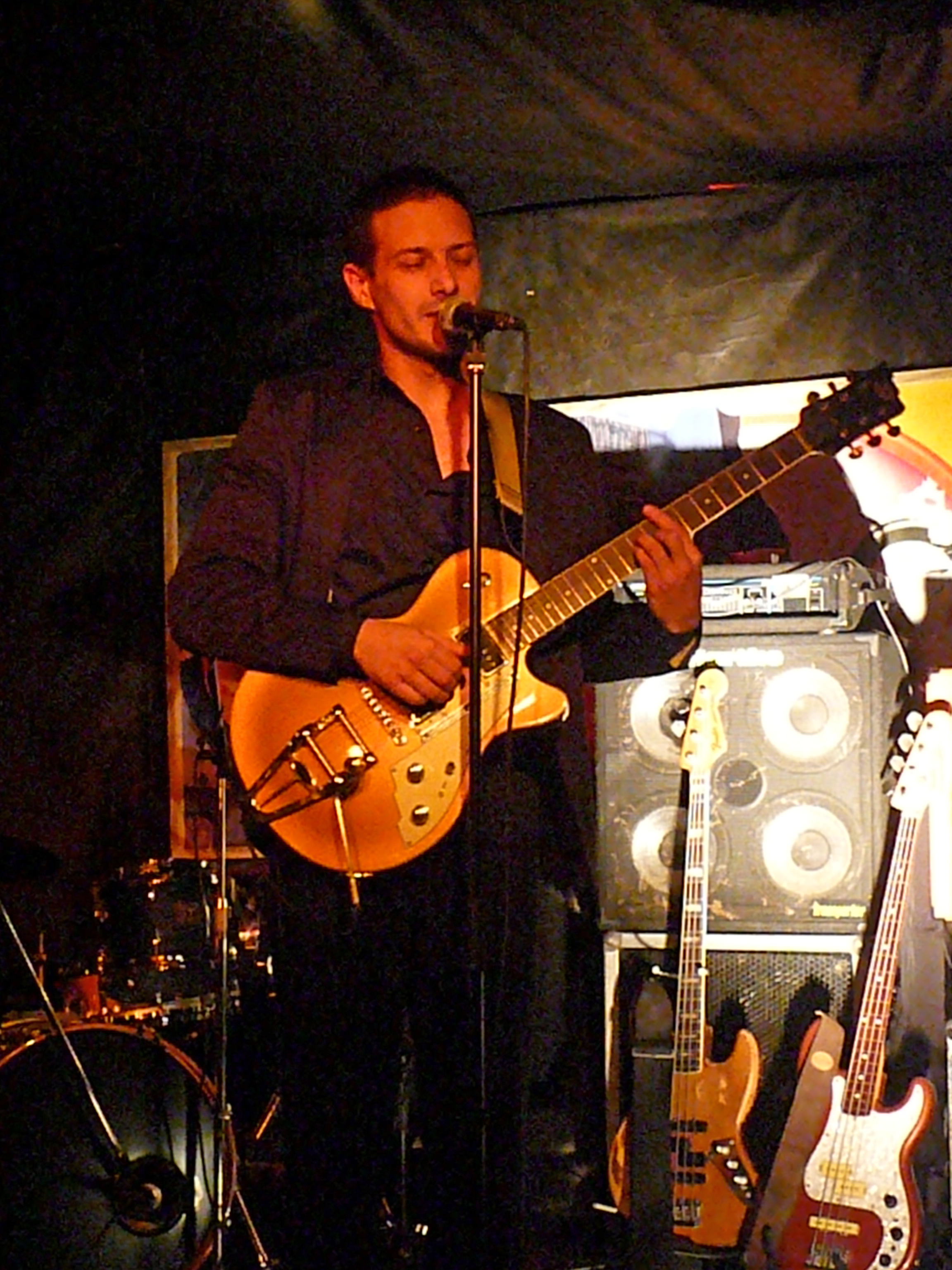
Valérian Renault à Metz en 2010
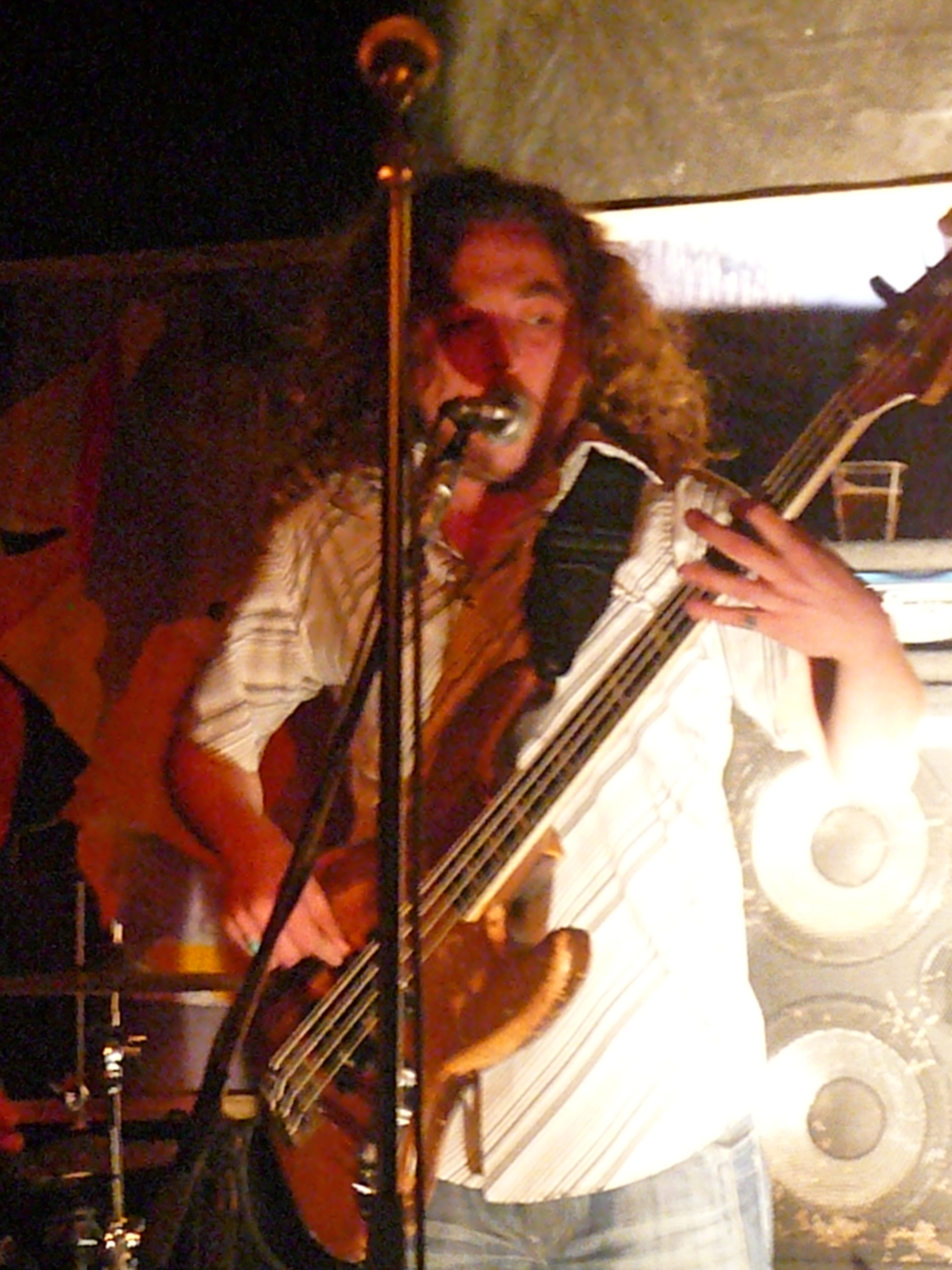
Nicolas Le Moullec  à Metz en 2010
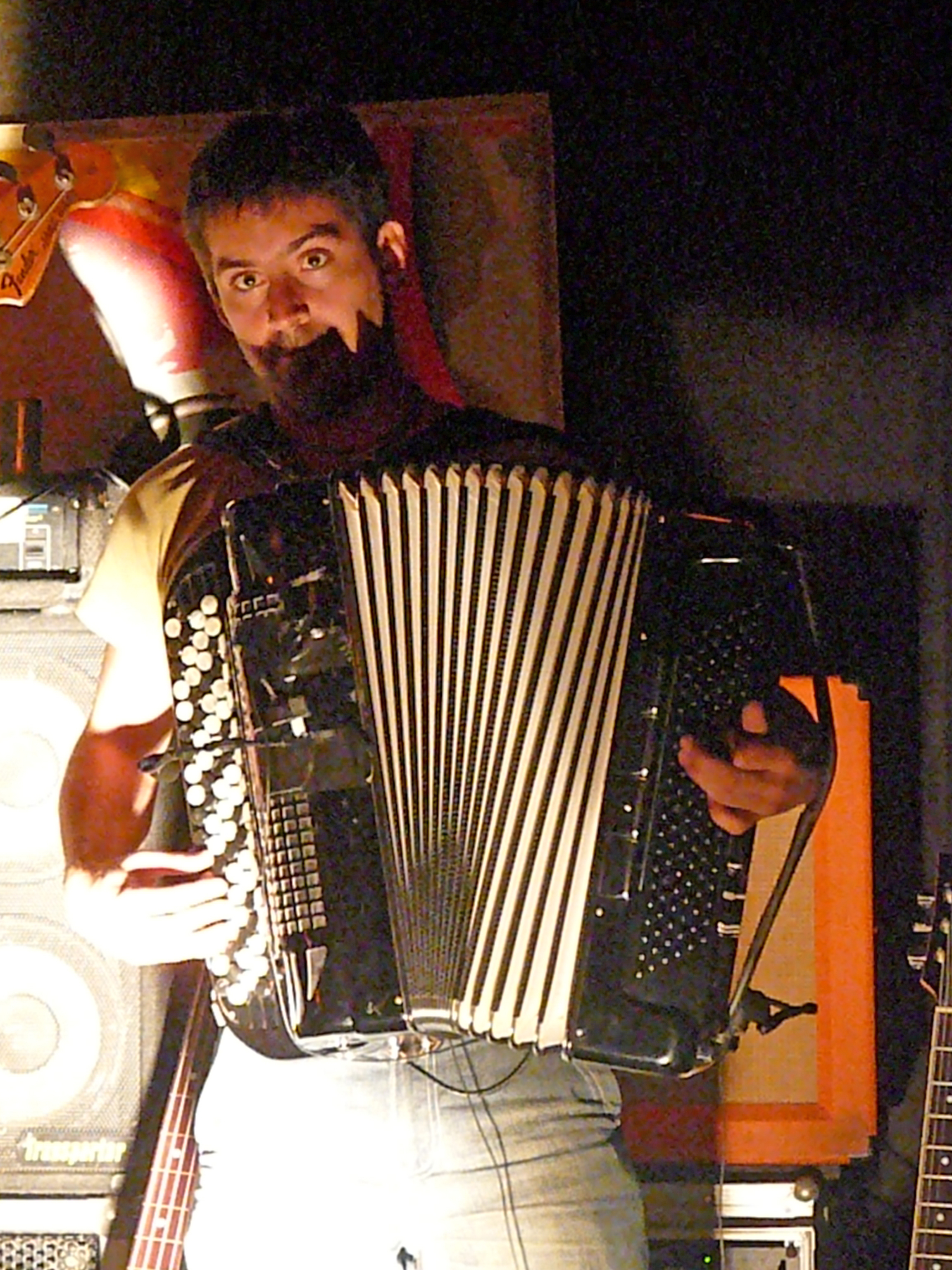
Vincent Lenormant  à Metz en 2010
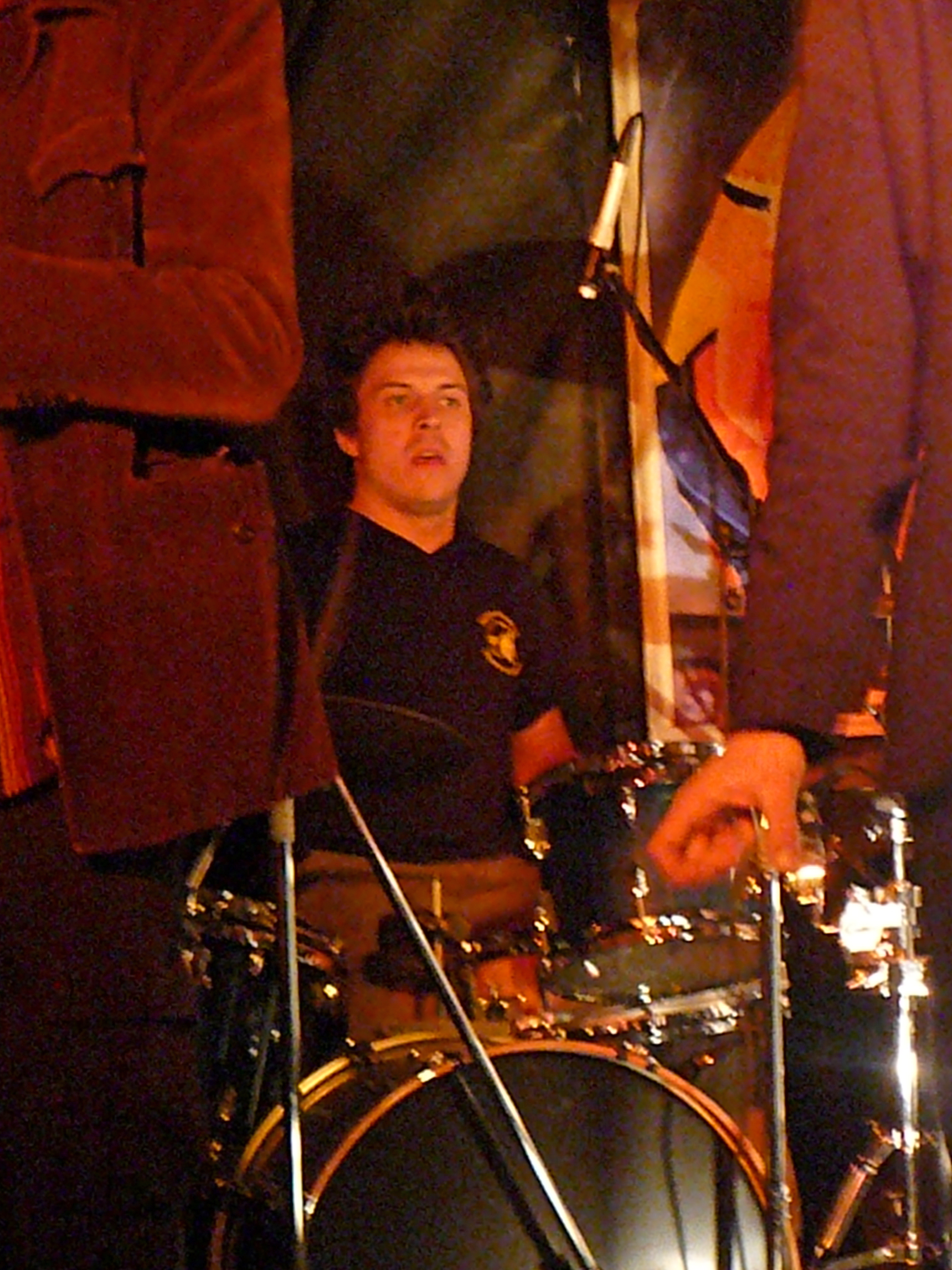
Mathieu Hénault à Metz en 2010
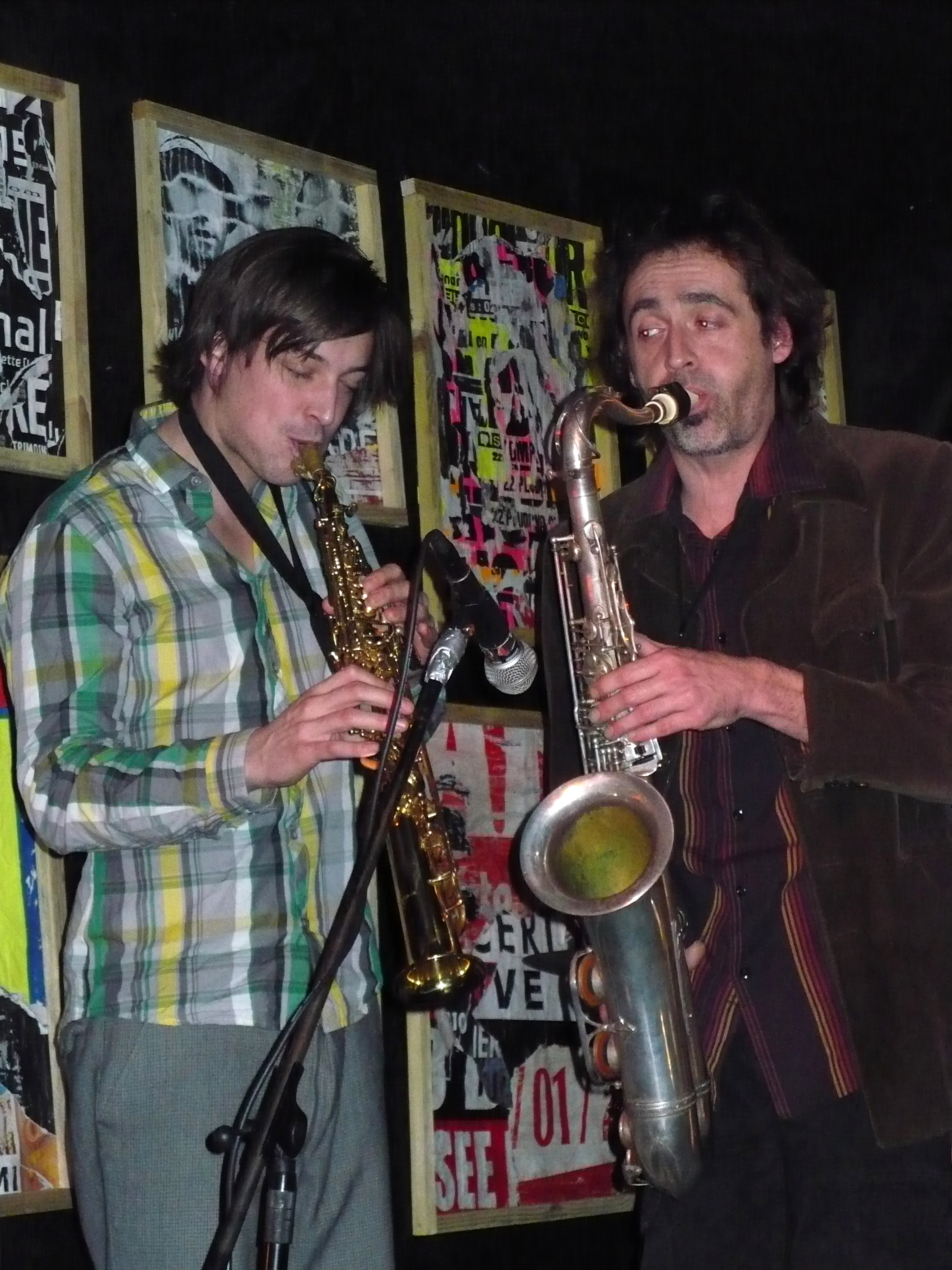
Cyrille Bodesocque et David Sevestre à Metz en 2010
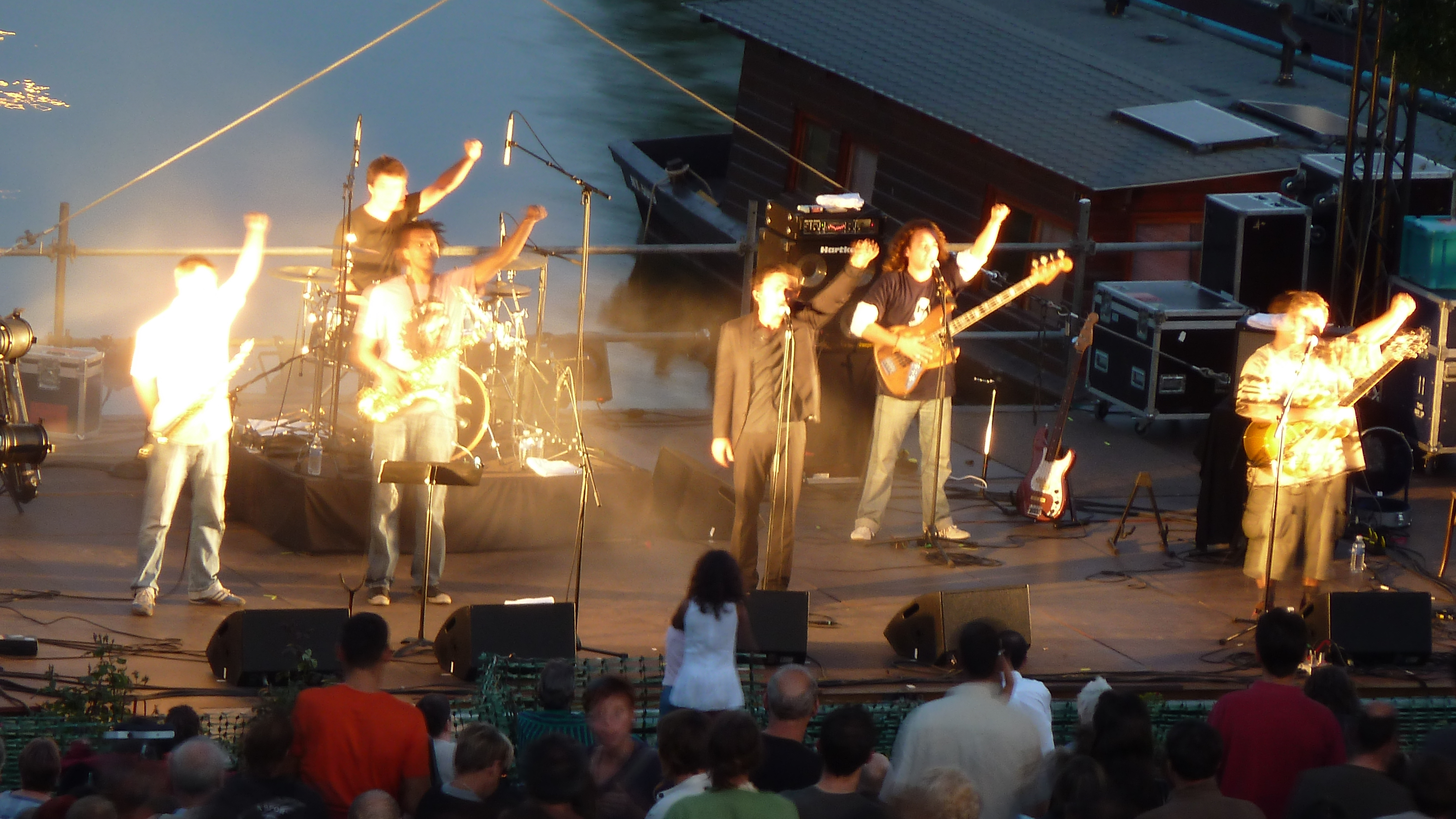
Les Vendeurs d'Enclumes bras levés, en signe de soutien aux intermittents du spectacle à Angers en 2010